# Torrance-Sparrow-Beleuchtungsmodell
Das Torrance-Sparrow-Beleuchtungsmodell (manchmal auch Cook-Torrance-Beleuchtungsmodell genannt) ist ein in der 3D-Computergrafik verwendetes, auf physikalischen Modellen aufbauendes lokales Beleuchtungsmodell. Dabei wird die Oberfläche durch viele kleine Facetten (Spiegel) modelliert, was die Berücksichtigung des Brechungsverhältnisses, der Rauheit und der Abschattung ermöglicht.
Das Brechungsverhältnis wird mit der Fresnel-Gleichung, die Rauheit über die Beckmannsche Wahrscheinlichkeitsdichtefunktion /Microfacettenverteilung berechnet.
Dichtefunktion der Rauheit: {\displaystyle D={\frac {e^{-\lbrack {\frac {\tan \beta }{m}}\rbrack ^{2}}}{4m^{2}\cos ^{4}\beta }}}
Dabei ist {\displaystyle \beta } der Winkel zwischen der Oberflächennormalen {\displaystyle {\vec {N}}} und der Winkelhalbierenden zwischen der Lichteinfallsrichtung {\displaystyle {\vec {L}}} und der Beobachtungsrichtung {\displaystyle {\vec {V}}}. Die Größe {\displaystyle m} bezeichnet die Standardabweichung der Steigungen der einzelnen Facetten auf der Oberfläche.
Endgültige Formel aus Abschwächung, Fresnel-Formel und Rauheit: {\displaystyle \rho ={\frac {F_{\lambda }DG}{4({\vec {N}}\cdot {\vec {V}})({\vec {N}}\cdot {\vec {L}})}}}.
Der Fresnelterm {\displaystyle F_{\lambda }} beschreibt, wie Licht von jeder der Facetten reflektiert wird, der geometrische Abschwächungsfaktor {\displaystyle G} dient der Berücksichtigung von Beschattung und Verdeckung der Facetten untereinander.
Im Vergleich zu den üblichen Beleuchtungsmodellen wie dem Phong-Modell ist das Torrance-Sparrow-Modell wesentlich näher an der Realität. Auf Grund der komplexen Berechnungen ergibt sich aber ein hoher Zeitbedarf, weshalb diese Beleuchtung eher selten genutzt wird. Lediglich das HTSG-Beleuchtungsmodell oder aus der vollständigen Simulation der Mikrogeometrie resultierende Modelle sind bei glänzenden Oberflächen noch näher an der Wirklichkeit.